# (43193) Secinaro
(43193) Secinaro ist ein Asteroid des Hauptgürtels, der am 1. Januar 2000 von den italienischen Astronomen Luciano Tesi und Andrea Boattini am Osservatorio Astronomico della Montagna Pistoiese (IAU-Code 104) auf der Hochebene Pian dei Termini nordöstlich von San Marcello Pistoiese in der italienischen Region Toskana entdeckt wurde.
Der Asteroid wurde am 15. Dezember 2005 nach der Gemeinde (comune) Secinaro in der Provinz L’Aquila benannt.